# Skata Ledholmen
Skata Ledholmen är en ö i Finland. Den ligger i Finska viken och i kommunen Sibbo i den ekonomiska regionen  Helsingfors i landskapet Nyland, i den södra delen av landet. Ön ligger omkring 27 kilometer öster om Helsingfors.
Öns area är 6 hektar och dess största längd är 390 meter i öst-västlig riktning. Ön höjer sig omkring 20 meter över havsytan.